# Naissance en 1996
Naissance
- 1992
- 1993
- 1994
- 1995
- 1996
- 1997
- 1998
- 1999
- 2000

Les naissances en 1996 concernent les personnalités nées entre le 1er janvier et le 31 décembre 1996.

## Janvier
- 1er janvier : 
  - Joseph Areruya, coureur cycliste rwandais.
  - Mahmoud Dahoud, footballeur germano-syrien.
  - Mamoudou Gassama, ancien migrant malien, connue pour avoir sauvé un enfant en escaladant un immeuble.
- 2 janvier :
  - Jonah Bolden, joueur de basket-ball australien.
  - Jessica-Sarah Thoma, chanteuse allemande.
  - Laila Youssifou, rameuse néerlandaise.
- 3 janvier : 
  - Gunnar Bentz, nageur américain.
  - Ercan Kara, footballeur autrichien.
  - Florence Pugh, actrice britannique.
- 4 janvier : 
  - Emma Mackey, actrice franco-britannique.
  - Jasmine Paolini, joueuse de tennis italienne
- 5 janvier : 
  - Luka Mkheidze, judoka français.
  - Julien Conti, danseur, chorégraphe et acteur français
- 6 janvier : 
  - Bianca Censori, femme mannequin australienne.
  - Mo Hamicha, kick-boxeur néerlandais.
  - Samantha Kinghorn, athlète handisport britannique.
- 7 janvier : Soufiane el-Bakkali, athlète marocain.
- 10 janvier : Tara Fares, blogueuse, influenceuse et mannequin irakienne († 27 septembre 2018).
- 11 janvier : Leroy Sané, footballeur allemand.
- 14 janvier : Justin Bibbs, joueur de basket-ball américain.
- 15 janvier : Dove Cameron, actrice et chanteuse américaine.
- 16 janvier : 
  - Amber Barrett, footballeuse irlandaise.
  - Kim Jennie, membre du girl group BLACKPINK.
- 21 janvier :
  - Marco Asensio, footballeur espagnol.
  - Cristian Pavón, footballeur argentin.
- 23 janvier :
  - Jaylen Barford, joueur de basket-ball américain.
  - Keita Bates-Diop, joueur de basket-ball américain.
  - Ruben Loftus-Cheek, footballeur anglais.
  - María Pedraza, actrice espagnole.
- 25 janvier : Arnaud Aletti, joueur de rugby français.
- 26 janvier : 
  - Hwang Hee-chan, footballeur sud-coréen.
  - Sakina Karchaoui, footballeuse française
- 27 janvier : Squeezie, youtubeur français.
- 30 janvier :
  - Dorsaf Gharsi, lutteuse tunisienne.
  - Floriane Gnafoua, athlète française.
  - Emma Jørgensen, kayakiste danoise.
- 31 janvier :
  - Jonas Gemmer, footballeur danois.
  - Master KG, musicien et producteur de musique sud-africain.
  - Regina Oja, biathlète estonienne.

## Février
- 3 février : Florian Escales, footballeur français.
- 4 février : Noemie Thomas, nageuse canadienne.
- 6 février : Dominique Guidi, footballeur français.
- 7 février : Pierre Gasly, pilote de Formule 1
- 8 février : Kenedy, footballeur brésilien.
- 9 février : 
  - Kelli Berglund, actrice et chanteuse américaine.
  - Chungha, chanteuse et danseuse sud-coréenne.
  - Ryan Daley, acteur américain.
  - Olivier Ntcham, footballeur français.
- 10 février : Emanuel Mammana, footballeur argentin.
- 11 février : 
  - Michael Murillo, footballeur panaméen.
  - Daniil Medvedev, joueur de tennis russe.
- 13 février : Vebjørn Hoff, footballeur norvégien
- 14 février :
  - Bethany Firth, nageuse handisport britannique.
  - Viktor Kovalenko, footballeur ukrainien.
- 15 février : Lucas Hernandez, footballeur français.
- 17 février : Sasha Pieterse, actrice américaine.
- 21 février : Sophie Turner, actrice anglaise.
- 22 février :
  - Michael Johnston, acteur américain.
  - Marie Laguerre, militante féministe française.
- 23 février : Lisa Børud, chanteuse norvégienne.
- 28 février :
  - Alexandra Manly, cycliste australienne
  - Karsten Warholm, athlète norvégien.

## Mars
- 1er mars :
  - Lizzie Arnot, footballeuse écossaise.
  - Veronica Yoko Plebani, triathlète italienne.
- 2 mars : 
  - Kim Young-dae, acteur et mannequin sud-coréen.
  - Hayat El Garaa, athlète handisport marocaine
- 15 mars : Léon Deffontaines, homme politique français
- 7 mars : Muaid Ellafi, footballeur libyen.
- 10 mars : Aslak Fonn Witry, footballeur norvégien.
- 27 mars : Marjolein van 't Geloof, coureuse cycliste néerlandaise.
- 28 mars : Benjamin Pavard, joueur de football français.
- 29 mars : 
  - Romain Del Castillo, footballeur français.
  - Park Ji-hyun, femme politique sud-coréenne.
- 31 mars : Sébastien Frit, vidéaste et rappeur français.

## Avril
- 1 avril : Lynn Mazianda, web journaliste congolaise.
- 2 avril :
  - Mariana Esteves, judokate portugaise et guinéenne.
  - Jostein Gundersen, footnalleur norvégien.
  - Ninho, rappeur français.
  - Tinara Moore, joueuse de basket-ball américaine.
  - André Onana, footballeur camerounais.
- 3 avril : Ibrahima Conté, footballeur guinéen.
- 4 avril : 
  - William Kenndal, footballeur suédois.
  - Austin Mahone, chanteur américain.
- 6 avril : 
  - Aleksandar Vukic, joueur de tennis australien.
  - Jack Stauber, Chanteur américain
  - Andreï Babechine, joueur de volley-ball ukrainien.
- 7 avril : Zeynep Çelik, judokate handisport turque.
- 8 avril : Gabriel Cullaigh, coureur cycliste britannique.
- 9 avril : Ryan Donato, joueur américain de hockey sur glace.
- 10 avril : 
  - Noam Baumann, footballeur panaméen.
  - Thanasi Kokkinakis, joueur de tennis australien.
  - Loïc Nottet, chanteur belge.
  - Denis Vavro, footballeur slovaque.
- 12 avril : Matteo Berrettini, joueur de tennis italien.
- 14 avril : 
  - Tuyana Dashidorzhieva, archère russe.
  - Abigail Breslin, actrice américaine.
- 16 avril :
  - Elaiza Ikeda, actrice et mannequin japonaise.
  - Anya Taylor-Joy, actrice britannico-américaine et argentine.
- 17 avril : Caitlin Parker, boxeuse australienne.
- 18 avril : Denzel Dumfries, footballeur néerlandais.
- 19 avril : Oli, rappeur français.
- 21 avril : Maxime De Poorter, coureur cycliste belge.
- 23 avril : Srđan Babić, footballeur serbe.
- 24 avril : Asa Andō, skieuse alpine japonaise.
- 25 avril : 
  - Allisyn Ashley Arm, actrice américaine.
  - Judicaël Cancoriet, joueur de rugby français.
  - Miguel Herrán, acteur espagnol.
- 26 avril : 
  - Zacharie Chasseriaud, acteur français.
  - Miloš Kratochvíl, footballeur tchèque.

## Mai
- 2 mai : 
  - Julian Brandt, footballeur allemand.
  - Ibrahim Cissé, footballeur français.
- 3 mai : Jack Rebours, coureur cycliste britannique.
- 4 mai : 
  - Arielle Gold, snowboardeuse américaine.
  - Mats Valk, speedcubeur.
- 5 mai : 
  - Christopher Eubanks, joueur de tennis américain.
  - Ellie Gall, actrice australienne.
  - Grzegorz Tomasiewicz, footballeur polonais.
  - Adèle Milloz, skieuse-alpiniste française.
- 6 mai :
  - Daniel Audette, joueur canadien de hockey sur glace.
  - Mayu Nasu, perchiste japonaise.
- 7 mai : Ingrid de Oliveira, plongeuse brésilienne.
- 8 mai :
  - 6ix9ine, rappeur américain.
  - Dóra Leimeter, joueuse hongroise de water-polo.
- 10 mai : Shashalee Forbes, athlète jamaïcaine.
- 12 mai : 
  - Sebastian Ofner, joueur de tennis autrichien.
  - Liooon, joueuse professionnelle d'eSport.
- 13 mai : Damon Mirani, footballeur néerlandais.
- 14 mai : 
  - Pokimane de son vrai nom Imane Anys, vidéaste maroco-canadienne.
  - Harrison Fahn, acteur américain.
  - Martin Garrix, DJ et compositeur néerlandais.
  - Gréta Gurisatti, joueuse hongroise de water-polo.
  - Aurélie Rivard, nageuse handisport canadienne.
- 15 mai : 
  - Blake Brockington, adolescent américain († 23 mars 2015).
  - Birdy, chanteuse et musicienne britannique.
  - Alex Verdugo, joueur mexicano-américain de baseball.
- 18 mai : Violett Beane, actrice américaine.
- 20 mai : Robert Skov, footballeur danois.
- 21 mai : Karen Khachanov, joueur de tennis russe.
- 22 mai : Mariana Chevtchouk, haltérophile ukrainienne.
- 23 mai :
  - Katharina Althaus, sauteuse à ski allemande.
  - Lyubomira Kazanova, gymnaste rythmique bulgare.
  - Maddison Keeney, plongeuse australienne.
  - Lukáš Sadílek, footballeur tchèque.
- 28 mai : 
  - Samuel Carmona boxeur espagnol.
  - Mathias Normann, footballeur norvégien.
- 30 mai : Jung Eunbi dit Eunha, chanteuse et actrice sud-coréenne du groupe GFriend.
- 31 mai : Normani Kordei, chanteuse américaine.

## Juin
- 1er juin : Tom Holland, acteur et danseur britannique.
- 2 juin : Verônica Hipólito, athlète handisport brésilienne.
- 5 juin : Sarah Bismuth, chanteuse française.
- 7 juin : Judith Forca, joueuse espagnole de water-polo.
- 8 juin : Zheng Feifei, haltérophile chinoise.
- 9 juin : Florence Vos Weeda, actrice néerlandaise.
- 10 juin : 
  - Oliver Abildgaard, footballeur danois
  - Deja Young, athlète handisport américaine.
- 13 juin : Kodi Smit-McPhee, acteur australien.
- 14 juin :
  - McKenzie Coan, nageuse handisport américaine.
  - Martin Palm, coureur cycliste belge.
- 17 juin : Yang Qian, pongiste chinoise.
- 18 juin : Daniel Elahi Galán, joueur de tennis colombien.
- 19 juin : Kim Chan-mi, chanteuse et danseuse sud-coréenne, membre du groupe AOA.
- 24 juin : Damián Batallini, footballeur argentin.
- 25 juin : Lele Pons, chanteuse, danseuse et influenceuse vénézuélienne.
- 27 juin :
  - Lauren Jauregui, chanteuse américaine.
  - Héloïse Martin, actrice française.
- 28 juin : Lisa Cez, cavalière française en dressage handisport.
- 30 juin : Jordi Cortizo, footballeur mexicain.

## Juillet
- 1er juillet : Axel Merryl, comédien et vidéaste béninois.
- 2 juillet : Tallon Griekspoor, joueur de tennis néerlandais.
- 3 juillet : Kendji Girac, chanteur français.
- 5 juillet :
  - Frederik Brandhof, footballeur danois.
  - Dolly, premier mammifère à être cloné de l'histoire.
  - Elena Kratter, athlète handisport suisse.
- 7 juillet : Caroline Drouin, Joueuse internationale de rugby à XV et de rugby à sept française.
- 17 juillet : Sanjivani Jadhav, athlète indienne.
- 18 juillet : 
  - Jonas Bager, footballeur danois
  - Yung Lean, rappeur suédois.
- 19 juillet :
  - Oh Hayoung, chanteuse et danseuse sud-coréenne membre du groupe Apink.
  - Nathaël Julan, footballeur français († 3 janvier 2020).
- 23 juillet : Irene González, joueuse espagnole de water-polo.
- 26 juillet : Olivia Breen, athlète handisport britannique.
- 29 juillet : 
  - Iouri Elisseïev, joueur d'échecs russe († 26 novembre 2016).
  - Jacob Storevik, footballeur norvégien.

## Août
- 1 août : Katie Boulter, joueuse de tennis britannique.
- 2 août : Joris Kramer, footballeur néerlandais.
- 4 août : Andoni Gorosabel, footballeur espagnol.
- 5 août : Étienne Fabre, coureur cycliste français († 10 décembre 2016).
- 7 août : Kim Seok-woo (ou Rowoon), chanteur et acteur sud-coréen membre du groupe SF9.
- 8 août : Kiko Seike, footballeuse internationale japonaise.
- 12 août :
  - Choi Yu-jin, chanteuse sud-coréenne membre du groupe CLC.
  - Ilona Maher, joueuse américaine de rugby à sept.
- 13 août : Saša Lukić, footballeur serbe.
- 16 août : Stanko Jurić, footballeur croate.
- 17 août : Indi Hartwell, catcheuse australienne.
- 19 août : 
  - Laura Tesoro, chanteuse belge.
  - Vitali Skakoune, ingénieur de combat naval ukrainien.
- 22 août : Jessica-Jane Applegate, nageuse handisport britannique.
- 28 août : Marolino Hoxha, coureur cycliste albanais.
- 30 août : Carolina Kopelioff (en), actrice et chanteuse argentine.

## Septembre
- 1er septembre :
  - Elsa Jean, actrice pornographique américaine.
  - Zendaya Coleman, actrice américaine.
  - Rewan Refaei, taekwondoïste égyptienne.
- 2 septembre :
  - Austin Abrams, acteur américain.
  - Sanjana Sanghi, actrice indienne.
- 3 septembre : Joy, chanteuse du groupe sud-coréen Red Velvet.
- 5 septembre :
  - Zoya Ananchenko, kayakiste kazakhe.
  - Alpha Oumar Djalo, judoka français.
  - Takamasa Kitagawa, athlète japonais.
  - Natthicha Namwong, vidéaste web thaïlandaise.
- 6 septembre : Lana Rhoades, ex-actrice pornographique américaine.
- 11 septembre : Razan al-Najjar, secouriste bénévole palestinienne († 1er juin 2018).
- 13 septembre :
  - Lili Reinhart, actrice américaine.
  - Playboi Carti, rappeur américain.
- 14 septembre : Hoshi, chanteuse française.
- 17 septembre : 
  - Ella Purnell, actrice et mannequin britannique.
  - Esteban Ocon, pilote automobile français.
  - Youngjae, chanteur sud-coréen du groupe GOT7.
- 19 septembre :
  - Sophie-Tith Charvet, chanteuse française.
  - Pia Mia, chanteuse américaine.
- 20 septembre : Federico Baschirotto, footballeur italien.
- 22 septembre : 
  - Anthoine Hubert, pilote automobile français († 31 août 2019).
  - Diego Valoyes, footballeur colombien.
- 23 septembre : Lee Hi, chanteuse sud-coréen.
- 25 septembre : Damian Penaud, joueur de rugby à XV français

## Octobre
- 4 octobre : Lillie Keenan, cavalière américaine.
- 5 octobre : Shaybo, rappeuse nigériano-britannique.
- 7 octobre : Im Soeun (ou NC.A), chanteuse sud-coréenne
- 10 octobre : David Gaudu, cycliste français.
- 11 octobre : Rhea Ripley, catcheuse professionnelle australienne.
- 12 octobre : Marjan Salahshouri, taekwondoïste iranienne.
- 15 octobre : Fabian Delryd, athlète suédois.
- 16 octobre : Zhang Zhizhen, joueur de tennis chinois.
- 18 octobre : Stijn van Gassel, footballeur néerlandais.
- 22 octobre : B.I, rappeur sud-coréen.
- 23 octobre : Yuki Kimura, tarento japonaise.
- 25 octobre : Emira D'Spain, mannequin émiratie.
- 26 octobre : Quentin Halys, joueur de tennis français.
- 27 octobre : Magnus Jensen, footballeur danois.

## Novembre
- 1er novembre : 
  - Lil Peep, rappeur américain († 15 novembre 2017).
  - Jeongyeon, auteur-compositeur-interprète sud-coréenne, membre du groupe Twice.
- 5 novembre : Simone Bastoni, footballeur italien.
- 6 novembre :
  - Jang Seung-yeon, chanteuse sud-coréenne membre du girl group CLC.
  - Anys Mezzaour, écrivain algérien.
  - Cathelijn Peeters, athlète néerlandaise.
- 7 novembre : Lorde, chanteuse néo-zélandaise.
- 8 novembre : David Aubry, nageur français.
- 9 novembre : 
  - Momo Hirai, chanteuse et danseuse japonaise du groupe sud-coréen Twice.
  - Nguyễn Thị Ánh Viên, nageuse vietnamienne.
- 10 novembre : 
  - Kim Hye-yoon, actrice sud-coréenne.
  - Dorottya Szilágyi, joueuse hongroise de water-polo.
  - T-Stone, chanteur et auteur-compositeur-interprète français.
- 11 novembre : Tye Sheridan, acteur américain.
- 14 novembre : 
  - Borna Ćorić, joueur de tennis croate.
  - Rabiya Mateo, Miss Philippines 2020.
- 15 novembre : 
  - Antoine Dupont, joueur de rugby à XV français
  - Demi Vollering, coureuse cycliste néerlandaise.
- 17 novembre : Maria Andrea Virgilio, archère italienne.
- 18 novembre :
  - Chloé Caulier, grimpeuse belge.
  - Erina Hashiguchi, actrice, chanteuse et idole japonaise.
  - Sorn, chanteuse et rappeuse thaïlandaise membre du groupe CLC.
- 23 novembre : Anna Fernstädt, skeletoneuse allemande.
- 26 novembre :
  - Louane, actrice-chanteuse française.
  - Thea Sofie Loch Næss, actrice norvégienne.
- 27 novembre : 
  - Marie-Ève Gahié, judokate française.
  - Amanda Todd, adolescente canadienne victime de cyberharcèlement(† 10 octobre 2012).

## Décembre
- 4 décembre : Diogo Jota, footballeur portugais († 3 juillet 2025).
- 6 décembre : 
  - Louis Fajfrowski,  joueur de rugby à XV français († 10 août 2018).
  - Ann Skelly, actrice irlandaise
- 10 décembre : 
  - Jérémy Gabriel, chanteur pop canadien.
  - Kang Daniel, chanteur sud-coréen, ex-membre de Wanna One.
- 11 décembre : Hailee Steinfeld, actrice-chanteuse américaine.
- 12 décembre :
  - Pierre Cornud, footballeur français.
  - Mandjalia Gbane, Miss Côte d'Ivoire 2017.
  - Marwa Loud, chanteuse française.
  - Miguel Bernardeau, acteur espagnol.
- 17 décembre : Kungs, disc jockey, auteur-compositeur et musicien français.
- 19 décembre : Mayu Ikejiri, footballeuse japonaise.
- 29 décembre : Sana Minatozaki, chanteuse japonaise, membre du groupe Twice.

## Date inconnue
- Ineza Grace, écologiste rwandaise.
- Soph Galustian, actrice, scénariste et humoriste britannique.